# 太宰治物語
『太宰治物語』は、2005年10月10日（月曜）21:00 - 22:54に、TBSテレビで放送されたテレビドラマである。
昭和の文豪太宰治の人生を描いた伝記ドラマであり、津島美知子の結婚後の太田静子、山崎富栄らの奔放な女性遍歴と愛憎をテーマとしている。

## キャスト
- 太宰治 : 豊川悦司
- 津島美知子 : 寺島しのぶ
- 太田静子 : 菅野美穂
- 野原一夫 : 池内博之
- 山崎富栄 : 伊藤歩
- 井伏鱒二 : 橋爪功
- 井伏節代 : 伊佐山ひろ子
- 小山清 : 小市慢太郎

## スタッフ
- プロデューサー - 貴島誠一郎、三浦寛二、万代博実
- 脚本 - 田中晶子
- 監督・演出 - 平野俊一
- 制作担当 - 浅津弘義
- 製作著作 - ドリマックス・テレビジョン、TBS